# لخ لوبنایگ
لُخ لوبنایگ (انگلیسی: Loch Lubnaig) یک دریاچه کوچک آب شیرین در نزدیکی کالاندر در منطقه شورای استیرلینگ اسکاتلند است. این شهر در شهرستان فورمر(former) واقع شده و بخشی از پارک ملی لوچ‌لوموند و ترواسچ می‌باشد.